# Corynactis carnea
Corynactis carnea is een Corallimorphariasoort uit de familie van de Corallimorphidae. De wetenschappelijke naam van de soort is voor het eerst geldig gepubliceerd in 1879 door Studer.